# ГЕС Matre H
ГЕС Matre H — гідроелектростанція на півдні Норвегії за п'ять з половиною десятків кілометрів на північний схід від Бергена. Знаходячись після ГЕС Vemundsbotn (45 МВт), становить нижній ступінь гідровузла у сточищі річки Haugsdalsvassdraget (впадає до Matresfjorden, котрий через Masfjorden та Fensfjorden сполучається з Північним морем).
Відпрацьована станцією Vemundsbotn вода надходить до розташованого у течії Haugsdalsvassdraget резервуару Godbotsvatnet, в якому припустиме коливання рівня між позначками 516 та 536,5 метра НРМ, що забезпечує корисний об'єм у 21,9 млн м3. Сюди за допомогою тунелю довжиною 0,8 км також перекидають ресурс із водозабору на elv i Nysaeterdalen, лівій притоці Haugsdalsvassdraget.
Із Godbotsvatnet ресурс спрямовується на ГЕС Matre H. У 1956—1959 роках на ній стали до ладу три турбіни типу Пелтон потужністю по 32,4 МВт, які розмістили в тому ж машинному залі, що і гідроагрегати ГЕС Матре M (живиться за рахунок власної водозбірної системи, котра охоплює район на північ від сточища Haugsdalsvassdraget). У 2016 році старі турбіни Матре Н вивели з експлуатації у зв'язку із початком роботи нового машинного залу. Споруджений у підземному варіанті, він був обладнаний двома турбінами типу Френсіс потужністю по 90 МВт, які використовують напір у 529 метрів та забезпечують виробництво 680 млн кВт-год електроенергії на рік. У межах проекту спорудили новий підвідний тунель завдовжки 3,1 км з перетином 40 м2, а також відвідний тунель довжиною 0,5 км, по якому вода транспортується до Matresfjorden.
Видача продукції відбувається по ЛЕП, розрахованій на роботу під напругою 132 кВ.